# تپه دوگر
تپه دوگر مربوط به دوره اشکانیان است و در شهرستان شیروان، بخش مرکز ی، دهستان سیوکانلو، ۵۰۰ متری شرق روستای زیرکوه واقع شده و این اثر در تاریخ ۲ مرداد ۱۳۸۷ با شمارهٔ ثبت ۲۳۱۰۹ به‌عنوان یکی از آثار ملی ایران به ثبت رسیده است.